# 楫取美和子

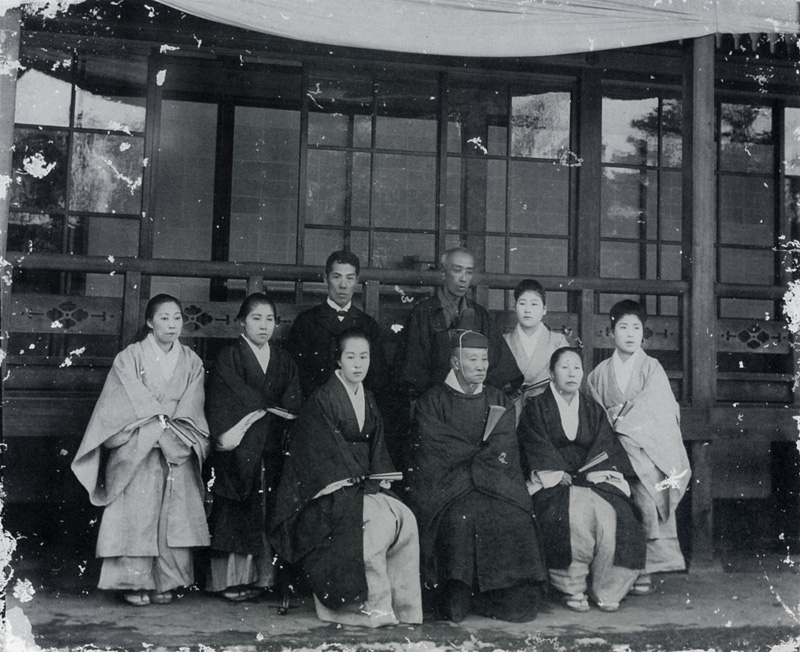
楫取素彦（前列中央）・美和子（向かって右隣）ほか

楫取 美和子（かとり みわこ、天保14年（1843年） - 1921年（大正10年）9月7日）は、江戸時代末期（幕末）から大正時代にかけての女性。幕末の思想家・吉田松陰の妹。松陰門下の久坂玄瑞に嫁いだが、禁門の変で久坂が自害して未亡人となる。後に実姉の元夫で群馬県令や貴族院議員を歴任した男爵楫取素彦と再婚してこれを支えた。旧姓名は杉 文（すぎ ふみ）。

## 生涯
天保14年（1843年）、杉百合之助（常道）の四女として誕生、文と名付けられた。これは叔父であり松下村塾の創立者である玉木文之進から1字をとって与えられた名である。兄に梅太郎、寅次郎（吉田松陰、この頃すでに吉田家へ養子に出て家督を継いでいた）、姉に千代、寿、艶、弟に敏三郎がいた。艶は文の生後すぐに夭折し、長女の千代は児玉祐之に、次女の寿は小田村伊之助（後の楫取素彦）のもとへそれぞれ嫁ぐ。
安政4年（1857年）12月5日、久坂玄瑞と結婚する。当初は勤王僧侶・月性が文を桂小五郎（後の木戸孝允）の妻に推したこともあったが、最終的には玄瑞の才を高く評価する松陰の強い勧めがあったという。また、玄瑞に対しては松下村塾の年長者である中谷正亮が文との縁談を持ちかけた。玄瑞は文のことを「好みの容姿ではない」と断ろうとしたが、中谷はそれに立腹して「見損なった、君は色で妻を選ぶのか」と詰め寄り、玄瑞はやむを得ず縁談を承諾したという。ところが玄瑞はまもなく京都・江戸に遊学したり尊皇攘夷運動を率いて京都を拠点に活動するなど不在がちであり、元治元年7月19日（1864年8月20日）、禁門の変が起こり玄瑞は奮闘ののち自害した。玄瑞の死後、次姉の夫・小田村伊之助が玄瑞の遺稿や文に宛てた書簡21通をまとめて「涙袖帖」と題した。また、伊之助は22歳にして未亡人となった文の境遇を憐れみ、その身を案じている。
慶応元年（1865年）、文は藩主世子毛利定広正室・安子の女中、およびその長男興丸の守役を勤めており、美和の名もこの頃から使い始めている。
明治維新後、1876年（明治9年）より楫取素彦（小田村伊之助）は群馬県令となるが、その妻であり文の姉の寿は中風症に罹っていたため、文がしばしば楫取家に出入りして素彦の身辺の世話や寿の看病、家政全般を取り仕切っていた。1881年（明治14年）1月30日、寿が胸膜炎を併発し死去すると、1883年（明治16年）に文は素彦と再婚した。これは素彦の身辺と2人の孫の行く末を案じた母・瀧の勧めがあった。
晩年は山口県防府町で過ごし、1921年（大正10年）に78歳で死去した。

## 年譜
- 天保14年（1843年）、長門国萩松本村（現・山口県萩市椿東）に杉百合之助と瀧の四女として誕生。
- 嘉永6年（1853年）、次姉・寿と小田村伊之助（のちの楫取素彦）が結婚。
- 安政4年（1857年）、久坂玄瑞と結婚。
- 安政6年（1859年）、兄・吉田松陰が江戸にて刑死。
- 元治元年（1864年）、玄瑞が禁門の変において自害。甥の粂次郎（寿と伊之助の子、のちの楫取道明）が養子となり久坂家を継ぐ。
- 慶応元年（1865年）、毛利定広の長男・興丸（後の毛利元昭）が誕生し、文が興丸の守役となる。父・百合之助が死去。
- 慶応3年（1867年）、小田村伊之助が楫取素彦と改める。
- 明治12年（1879年）、玄瑞の遺児・秀次郎が久坂家を相続し、粂次郎は楫取家へ戻る。
- 明治14年（1881年）、寿が病没。
- 明治16年（1883年）、楫取素彦と結婚。正式に美和子と改める。
- 明治23年（1890年）、母・瀧が死去。
- 明治25年（1892年）、夫・素彦と共に華浦幼稚園（現・鞠生幼稚園）[9]の設立に携わる[10]。
- 明治29年（1896年）、前年より教師として台湾に赴任していた道明が芝山巌事件により死亡。
- 明治30年（1897年）、夫・素彦が貞宮多喜子内親王の御養育主任を命じられる。美和子も貞宮御付となる。
- 大正元年（1912年）、夫・素彦が死去。
- 大正10年（1921年）、山口県防府町にて死去。防府の大楽寺に夫・素彦の墓と並んで葬られた。

## 子女
久坂玄瑞、楫取素彦のいずれの間にも子はいない。久坂家は素彦と寿の次男である粂次郎を養子にして跡を継がせたが、後に玄瑞の京都妻の子・秀次郎を跡継ぎとした。粂次郎は生家へ戻され、楫取道明と名を改めた。道明は芝山巌事件で素彦に先立って横死し、素彦の死後は道明の遺児・三郎が楫取家を継いだ。道明の兄（素彦と寿の長男）希家は、素彦の元の養家である小田村の家名を継いでいる。

## 登場作品

### 小説
- 田郷虎雄『久坂玄瑞の妻』（1943年、翼賛出版協会）

### テレビドラマ
- 楫取美和子（杉文）が主人公のテレビドラマ
  - 花燃ゆ（2015年大河ドラマ、日本放送協会（NHK）、演：井上真央）
- それ以外のテレビドラマ
  - 花神（1977年大河ドラマ、NHK、演：斎藤友子）
  - 炎の如く 吉田松陰（1991年、日本テレビ・山口放送、演：水野真紀）
  - 蒼天の夢 松陰と晋作・新世紀への挑戦（2000年、NHK、演：林真理花）